# Deleastartos
Deleastartos o Dalay-‘Ashtart va ser rei de Tir. Era el segon de quatre germans, i tots van ser reis. El germà gran, fundador de la dinastia, havia derrocat i mort al rei Abdastartos.
El que se'n sap d'aquest rei es basa en el que diu Frank Cross sobre una cita que fa Flavi Josep d'un text perdut de Menandre d'Efes. Tal com es coneix el text de Flavi Josep, aquest segon germà es deia Astartos i Deleastartos era el patronímic d'aquest personatge. Del primer germà, que havia mort al rei anterior, no hi ha constància del nom. Frank Cross proposa que Astartos era el nom del primer germà i Deleastartos el del segon.